# Temporada 1995-96 de los Cleveland Cavaliers
La temporada 1995-96 fue la vigesimosexta de los Cleveland Cavaliers en la NBA. La temporada regular acabó con 47 victorias y 35 derrotas, ocupando el cuarto puesto de la conferencia Este, clasificándose para los playoffs, en los que cayó en primera ronda ante New York Knicks.

## Elecciones en elDraft
| Ronda | Puesto | Jugador        | Posición | Nacionalidad   | Universidad/Club |
| ----- | ------ | -------------- | -------- | -------------- | ---------------- |
| 1     | 17     | Bob Sura       | Escolta  | Estados Unidos | Florida State    |
| 2     | 39     | Donny Marshall | Alero    | Estados Unidos | Connecticut      |

## Temporada regular
| División Central      | División Central | División Central | División Central | División Central | División Central | División Central | División Central | División Central |
| Equipo                | G                | P                | %                | PD               | Casa             | Fuera            | Div              |                  |
| --------------------- | ---------------- | ---------------- | ---------------- | ---------------- | ---------------- | ---------------- | ---------------- | ---------------- |
| y-Chicago Bulls       | 72               | 10               | .878             | –                | 39–2             | 33–8             | 24–4             |                  |
| x-Indiana Pacers      | 52               | 30               | .634             | 20.0             | 32–9             | 20–21            | 19–9             |                  |
| x-Cleveland Cavaliers | 47               | 35               | .573             | 25.0             | 26–15            | 21–20            | 13–15            |                  |
| x-Atlanta Hawks       | 46               | 36               | .561             | 26.0             | 26–15            | 20–21            | 15–13            |                  |
| x-Detroit Pistons     | 46               | 36               | .561             | 26.0             | 30–11            | 16–25            | 15–13            |                  |
| Charlotte Hornets     | 41               | 41               | .500             | 31.0             | 25–16            | 16–25            | 13–15            |                  |
| Milwaukee Bucks       | 25               | 57               | .305             | 47.0             | 14–27            | 11–30            | 8–20             |                  |
| Toronto Raptors       | 21               | 61               | .256             | 51.0             | 15–26            | 6–35             | 5–23             |                  |

## Playoffs

### Primera ronda
Cleveland Cavaliers  vs. New York Knicks
| Fecha       | Partido                                     | Ciudad     |
| ----------- | ------------------------------------------- | ---------- |
| 25 de abril | Cleveland Cavaliers 82, New York Knicks 106 | Cleveland  |
| 27 de abril | Cleveland Cavaliers 80, New York Knicks 84  | Cleveland  |
| 1 de mayo   | New York Knicks 81, Cleveland Cavaliers 76  | Nueva York |
|             | New York Knicks gana las series 3-0         |            |

## Estadísticas

### Temporada regular
| Rk | Jugador         | Edad | P  | PT | MP   | TC  | TCI  | %TC  | T3  | T3I | %T3  | TL  | TLI | %TL   | RO  | RD  | RT  | AS  | RB  | TAP | BP  | FP  | PTS  |
| -- | --------------- | ---- | -- | -- | ---- | --- | ---- | ---- | --- | --- | ---- | --- | --- | ----- | --- | --- | --- | --- | --- | --- | --- | --- | ---- |
| 1  | Chris Mills     | 26   | 80 | 80 | 38.3 | 5.7 | 12.1 | .468 | 1.0 | 2.6 | .376 | 2.7 | 3.3 | .829  | 1.4 | 4.1 | 5.5 | 2.4 | 0.9 | 0.7 | 1.5 | 3.0 | 15.1 |
| 2  | Bobby Phills    | 26   | 72 | 69 | 35.1 | 5.4 | 11.5 | .467 | 1.3 | 2.9 | .441 | 2.6 | 3.3 | .775  | 0.9 | 2.8 | 3.6 | 3.8 | 1.4 | 0.4 | 1.8 | 2.7 | 14.6 |
| 3  | Terrell Brandon | 25   | 75 | 75 | 34.3 | 6.8 | 14.6 | .465 | 1.2 | 3.1 | .387 | 4.5 | 5.1 | .887  | 0.6 | 2.7 | 3.3 | 6.5 | 1.8 | 0.4 | 1.9 | 1.9 | 19.3 |
| 4  | Danny Ferry     | 29   | 82 | 79 | 32.7 | 5.1 | 11.2 | .459 | 1.7 | 4.4 | .394 | 1.3 | 1.6 | .769  | 0.9 | 2.9 | 3.8 | 2.3 | 0.7 | 0.5 | 1.5 | 2.8 | 13.3 |
| 5  | Michael Cage    | 34   | 82 | 80 | 32.1 | 2.7 | 4.8  | .556 | 0.0 | 0.0 | .000 | 0.6 | 1.1 | .543  | 3.5 | 5.4 | 8.9 | 0.6 | 1.1 | 1.0 | 0.7 | 2.6 | 6.0  |
| 6  | Dan Majerle     | 30   | 82 | 15 | 28.9 | 3.7 | 9.1  | .405 | 1.8 | 5.0 | .353 | 1.5 | 2.1 | .710  | 0.9 | 2.9 | 3.7 | 2.6 | 1.0 | 0.4 | 1.1 | 1.6 | 10.6 |
| 7  | Tyrone Hill     | 27   | 44 | 2  | 21.1 | 3.0 | 5.8  | .512 | 0.0 | 0.0 |      | 1.8 | 3.1 | .600  | 2.1 | 3.4 | 5.5 | 0.8 | 0.7 | 0.5 | 1.5 | 3.3 | 7.8  |
| 8  | Bob Sura        | 22   | 79 | 3  | 14.6 | 1.9 | 4.6  | .411 | 0.3 | 1.0 | .346 | 1.3 | 1.8 | .702  | 0.4 | 1.3 | 1.7 | 2.9 | 0.7 | 0.3 | 1.5 | 1.6 | 5.3  |
| 9  | John Amaechi    | 25   | 28 | 3  | 12.8 | 1.0 | 2.5  | .414 | 0.0 | 0.0 |      | 0.7 | 1.2 | .576  | 0.5 | 1.4 | 1.9 | 0.3 | 0.2 | 0.4 | 1.2 | 1.8 | 2.8  |
| 10 | John Crotty     | 26   | 58 | 4  | 10.6 | 0.9 | 2.0  | .447 | 0.1 | 0.5 | .296 | 1.1 | 1.2 | .861  | 0.3 | 0.6 | 0.9 | 1.8 | 0.4 | 0.1 | 0.9 | 1.0 | 3.0  |
| 11 | Antonio Lang    | 23   | 41 | 0  | 9.0  | 1.0 | 1.9  | .532 | 0.0 | 0.0 | .000 | 0.8 | 1.1 | .723  | 0.4 | 0.9 | 1.3 | 0.3 | 0.3 | 0.3 | 0.6 | 1.5 | 2.8  |
| 12 | Joe Courtney    | 26   | 23 | 0  | 8.7  | 0.7 | 1.5  | .429 | 0.0 | 0.0 |      | 0.3 | 0.8 | .444  | 1.0 | 1.1 | 2.1 | 0.4 | 0.2 | 0.3 | 0.7 | 1.5 | 1.7  |
| 13 | Harold Miner    | 24   | 19 | 0  | 7.2  | 1.2 | 2.7  | .442 | 0.1 | 0.5 | .200 | 0.7 | 0.7 | 1.000 | 0.2 | 0.4 | 0.6 | 0.4 | 0.0 | 0.0 | 0.7 | 1.2 | 3.2  |
| 14 | Donny Marshall  | 23   | 34 | 0  | 6.1  | 0.7 | 2.0  | .353 | 0.2 | 0.9 | .233 | 0.6 | 1.0 | .629  | 0.3 | 0.5 | 0.8 | 0.2 | 0.2 | 0.1 | 0.2 | 0.8 | 2.3  |
| 15 | Darryl Johnson  | 30   | 11 | 0  | 2.5  | 0.5 | 1.1  | .417 | 0.0 | 0.1 | .000 | 0.2 | 0.2 | 1.000 | 0.2 | 0.0 | 0.2 | 0.1 | 0.0 | 0.0 | 0.1 | 0.3 | 1.1  |

### Playoffs
| Rk | Jugador         | Edad | P | PT | MP   | TC  | TCI  | %TC  | T3  | T3I | %T3  | TL  | TLI | %TL   | RO  | RD  | RT  | AS  | RB  | TAP | BP  | FP  | PTS  |
| -- | --------------- | ---- | - | -- | ---- | --- | ---- | ---- | --- | --- | ---- | --- | --- | ----- | --- | --- | --- | --- | --- | --- | --- | --- | ---- |
| 1  | Terrell Brandon | 25   | 3 | 3  | 41.7 | 7.0 | 15.7 | .447 | 1.0 | 3.0 | .333 | 4.3 | 5.0 | .867  | 0.3 | 2.7 | 3.0 | 8.0 | 1.3 | 0.3 | 3.7 | 3.3 | 19.3 |
| 2  | Danny Ferry     | 29   | 3 | 3  | 39.0 | 4.7 | 13.7 | .341 | 0.3 | 5.3 | .063 | 0.0 | 0.0 |       | 0.3 | 4.7 | 5.0 | 3.0 | 1.0 | 0.7 | 1.3 | 4.3 | 9.7  |
| 3  | Chris Mills     | 26   | 3 | 3  | 35.0 | 3.7 | 11.0 | .333 | 0.0 | 1.7 | .000 | 0.3 | 0.3 | 1.000 | 1.7 | 3.7 | 5.3 | 1.7 | 0.7 | 0.7 | 1.0 | 3.3 | 7.7  |
| 4  | Michael Cage    | 34   | 3 | 3  | 33.7 | 2.7 | 4.7  | .571 | 0.0 | 0.0 |      | 1.0 | 1.7 | .600  | 4.3 | 5.0 | 9.3 | 0.7 | 0.7 | 1.7 | 0.0 | 1.7 | 6.3  |
| 5  | Bobby Phills    | 26   | 3 | 3  | 32.0 | 4.3 | 11.7 | .371 | 0.7 | 3.3 | .200 | 0.3 | 1.3 | .250  | 1.7 | 3.0 | 4.7 | 2.0 | 0.7 | 0.3 | 1.7 | 1.3 | 9.7  |
| 6  | Dan Majerle     | 30   | 3 | 0  | 30.3 | 5.3 | 12.0 | .444 | 3.3 | 7.7 | .435 | 2.7 | 3.0 | .889  | 0.7 | 3.3 | 4.0 | 3.0 | 1.3 | 0.7 | 1.0 | 2.0 | 16.7 |
| 7  | Tyrone Hill     | 27   | 3 | 0  | 17.7 | 3.0 | 4.0  | .750 | 0.0 | 0.0 |      | 2.3 | 3.0 | .778  | 2.3 | 2.7 | 5.0 | 0.0 | 0.0 | 0.0 | 1.0 | 3.7 | 8.3  |
| 8  | Bob Sura        | 22   | 3 | 0  | 6.0  | 0.7 | 1.0  | .667 | 0.0 | 0.0 |      | 0.0 | 0.0 |       | 0.0 | 0.3 | 0.3 | 1.0 | 0.3 | 0.0 | 1.3 | 1.3 | 1.3  |
| 9  | John Crotty     | 26   | 2 | 0  | 4.5  | 0.0 | 0.0  |      | 0.0 | 0.0 |      | 1.0 | 1.0 | 1.000 | 0.5 | 0.0 | 0.5 | 0.5 | 0.5 | 0.5 | 0.5 | 0.0 | 1.0  |
| 10 | John Amaechi    | 25   | 1 | 0  | 2.0  | 0.0 | 1.0  | .000 | 0.0 | 0.0 |      | 0.0 | 0.0 |       | 0.0 | 0.0 | 0.0 | 0.0 | 0.0 | 0.0 | 0.0 | 0.0 | 0.0  |
| 11 | Antonio Lang    | 23   | 1 | 0  | 2.0  | 0.0 | 0.0  |      | 0.0 | 0.0 |      | 0.0 | 0.0 |       | 0.0 | 0.0 | 0.0 | 0.0 | 0.0 | 0.0 | 0.0 | 0.0 | 0.0  |
| 12 | Donny Marshall  | 23   | 1 | 0  | 1.0  | 0.0 | 0.0  |      | 0.0 | 0.0 |      | 0.0 | 0.0 |       | 0.0 | 0.0 | 0.0 | 0.0 | 0.0 | 0.0 | 0.0 | 0.0 | 0.0  |

## Galardones y récords
| Jugador         | Galardón                               |
| Bobby Phills    | 2.º Mejor quinteto defensivo de la NBA |
| Terrell Brandon | All-Star                               |